# 葛野次雄
葛野 次雄（くずの つぎお、1954年1月16日 - ）はアイヌの文化伝承者。	
北海道静内郡静内町（現新ひだか町）東別の生まれで、1975年以降、父である葛野辰次郎（エカシ）と共に各地のアイヌの祭に参加し、カムイノミ（カムイへ捧げる祈りの儀式）を行っていた。現在は、小学校や大学での講演活動や、地元ラジオ局でのアイヌ語講師を務める等、積極的にアイヌ文化の伝承活動に携わっている。
| スタブアイコン | サブスタブ | この項目は、まだ閲覧者の調べものの参照としては役立たない、人物に関連した書きかけの項目です。この項目を加筆・訂正などしてくださる協力者を求めています（P:人物伝/PJ:人物伝）。 |